# Трагови црне девојке
Трагови црне девојке је југословенски филм из 1972. године. Режирао га је Здравко Рандић, а сценарио су писали Драгољуб Ивков и Живојин Павловић.
Југословенска кинотека је обновила овај филм у сарадњи са Центар филмом. Филм je приказан у оквиру европског пројекта „Сезона филмских класика“  28. децембра 2024 године.,

## Радња
Железничар у граду доживи љубавну ноћ са периферијском проститутком. Затим они почињу заједнички живот али убрзо она одлази од њега. Очајан и остављен, покушава да је нађе падајући све ниже у талог градске периферије. И када је наизглед време учинило своје она се појављује.

## Улоге
| Глумац                    | Улога          |
| ------------------------- | -------------- |
| Павле Вуисић              | Паја           |
| Борис Дворник             | Јова           |
| Неда Спасојевић           | Славица        |
| Ружица Сокић              | Каћа           |
| Велимир Бата Живојиновић  | Шинтер Радован |
| Љубомир Ћипранић          | муштерија      |
| Драгомир Фелба            | Јовин колега   |
| Милан Гутовић             | хармоникаш     |
| Петар Лупа                | ловац          |
| Предраг Милинковић        | конобар        |
| Миливоје Мића Томић       | шеф станице    |
| Бранислав Цига Миленковић |                |
| Владан Живковић           |                |
| Мирослава Бобић           |                |
| Каја Игњатовић            |                |
| Милорад Мајић             |                |
| Марија Милутиновић        |                |
| Нада Млађеновић           |                |
| Бранко Обрадовић          |                |
| Љубо Шкиљевић             |                |

## Културно добро
Југословенска кинотека је, у складу са својим овлашћењима на основу Закона о културним добрима, 28. децембра 2016. године прогласила сто српских играних филмова (1911-1999) за културно добро од великог значаја. На тој листи се налази и филм "Трагови црне девојке".